# Steleopteridae
Steleopteridae (лат.) — семейство вымерших равнокрылых стрекоз, живших на территории современных Германии, Великобритании и Казахстана в конце юрского периода и в начале мелового (166,1—130,0 млн лет назад).

## История изучения

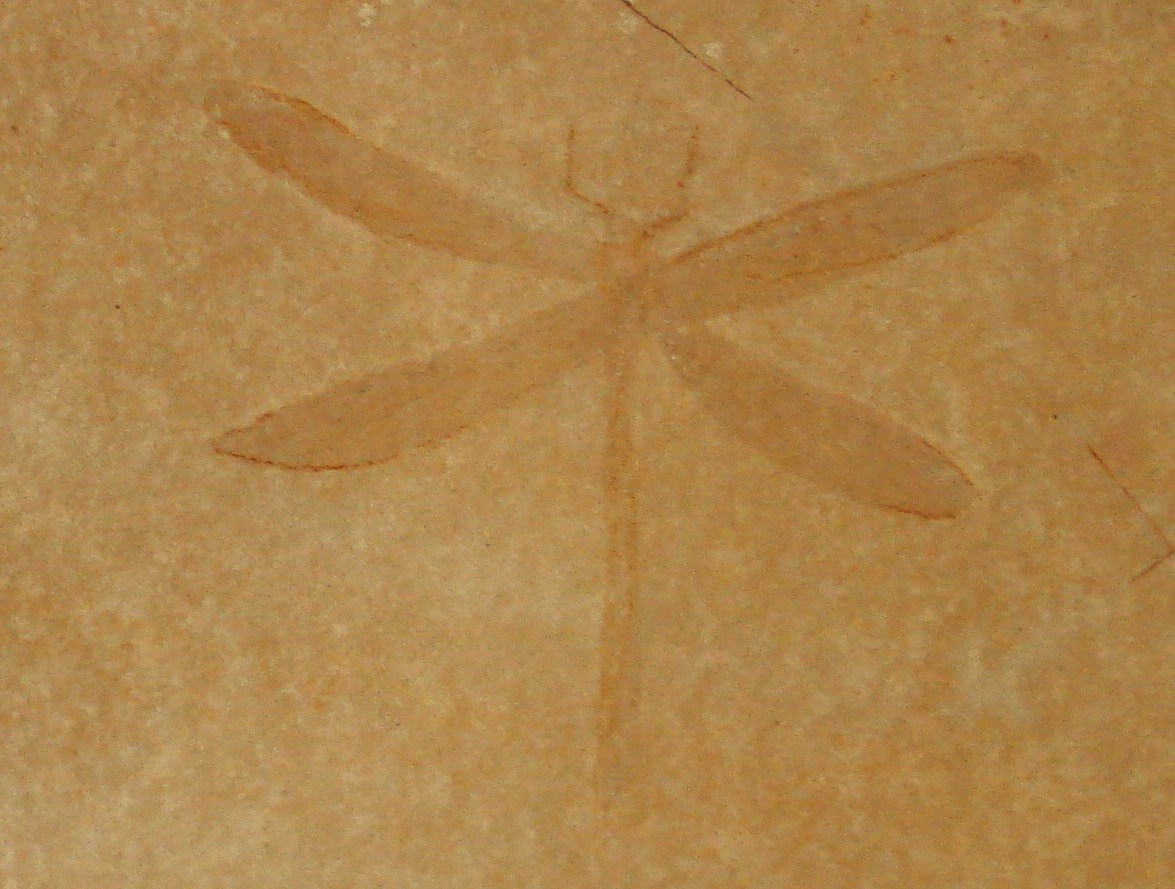
Steleopteron deichmuelleri

Семейство было описано австрийским палеоэнтомологом Антоном Хандлиршом в 1906 году на основе экзоскелета Steleopteron deichmuelleri. Семейство было отнесено к кладе Epiproctophora. В 2001 году семейство было переклассифицировано в подотряд равнокрылых стрекоз. До 2018 года считалось, что Steleopteridae вымерли в юрском периоде, но открытие Steleopteron cretacicus доказало, что полное вымирание семейства произошло в меловом периоде.

## Палеоэкология
Были быстрыми насекомоядными хищниками.

## Классификация
По данным сайта Paleobiology Database, на декабрь 2018 года в семейство включают 5 вымерших видов:
- Род Auliella Pritykina, 1968
  - Auliella crucigera Pritykina, 1968
- Род Euparasteleopteron Fleck et al., 2001
  - Euparasteleopteron viohli Fleck et al., 2001
- Род Parasteleopteron Fleck et al., 2001
  - Parasteleopteron guischardi Fleck et al., 2001
- Род Steleopteron Handlirsch, 1906typus
  - Steleopteron cretacicus Zheng et al., 2018
  - Steleopteron deichmuelleri Handlirsch, 1906